# Giuseppe Enrici
Giuseppe Enrici (Pittsburgh, 16 juni 1894 - Nice, 1 december 1968) was een Italiaans wielrenner, zijn grootste prestatie was het winnen van de Ronde van Italië in 1924.

## Belangrijkste overwinningen
1923
- Coppa Cavacciocchi

1924
- 7e etappe Ronde van Italië
- 8e etappe Ronde van Italië
- Eindklassement Ronde van Italië

## Resultaten in voornaamste wedstrijden
| Jaar | Ronde van Italië | Ronde van Frankrijk | Ronde van Spanje |
| ---- | ---------------- | ------------------- | ---------------- |
| 1922 | ↑                |                     |                  |
| 1923 | 6e               |                     |                  |
| 1924 | ↑ (2)            | opgave              |                  |
| 1925 |                  | opgave              |                  |
| 1926 | 5e               |                     |                  |
| 1928 | 13e              |                     |                  |

| Jaar | Milaan-San Remo | Ronde van Lombardije |
| ---- | --------------- | -------------------- |
| 1922 | 17e             |                      |
| 1923 | 17e             | 10e                  |
| 1924 |                 |                      |
| 1925 |                 |                      |
| 1926 |                 |                      |
| 1928 |                 |                      |